# Reverzibilne hidroelektrane
Kod konvencionalnih hidroelektrana voda iz akumulacijskog jezera protječe kroz postrojenje i nastavlja dalje svojim prirodnim tokom. Postoji i druga vrsta hidroelektrana, tzv. reverzibilne hidroelektrane (eng.: pumped-storage plant), koja ima dva skladišta vodene mase. To su:
- gornja akumulacija - istovjetan je akumulacijskom jezeru klasičnih hidroelektrana. Gradnjom brane osigurava se akumulacija vode, koja protiče kroz postrojenje i rezultira proizvodnjom električne energije.
- donja akumulacija - voda koja izlazi iz hidroelektrane ulijeva se u drugo, donje, akumulacijsko jezero, umjesto da se vraća u osnovni tok rijeke.

## Pregled
U razdoblju niske potražnje električne energije voda se pumpa iz nižeg u viši spremnik vode. U razdoblju više potražnje za električnom energijom voda se propušta, kroz turbinu natrag u niži rezervoar i pritom se proizvodi električna struja! Reverzibilna turbina/generator može se ponašati i kao pumpa i kao turbina (obično kao Francis turbina). Postoje postrojenja koja koriste napuštene rudnike kao niže spremnike, ali u većini slučajeva su to prirodni spremnici ili čak "umjetni" (iskopani) spremnici. Čiste reverzibilne hidroelektrane izmjenjuju vodu između dvaju spremnika, a kombinirane reverzibilne hidroelektrane ujedno proizvode električnu energiju kao konvencionalne hidroelektrane kroz energiju toka vode! Za elektrane koje ne koriste tzv. sustav napumpanog spremnika (eng.: pumped-storage) možemo reći da su konvencionalne hidroelektrane. Konvencionalne hidroelektrane koje koriste akumulaciju vode mogu imati sličnu ulogu u električnoj mreži kao one sa sustavom napumpanog spremnika, tako da odgađaju proizvodnju električne energije sve dok to nije potrebno.
Uzimajući u obzir gubitke zbog isparavanja akumulirane vode i gubitke zbog pretvorbe, približno 70% do 85% električne energije koja se koristi za pumpanje vode u viši spremnik može biti ponovno dobiveno. Ova tehnologija je trenutno najisplativija u smislu spremanja velike količine električne energije, ali investicijski troškovi i prisutnost problema primjerenog geografskog položaja (razlika u visini između spremnika) su kritični čimbenici pri odlučivanju o izgradnji.
Relativno niska gustoća energije pumpanog spremnika iziskuje ili veliku količinu vode ili veliku razliku u visini između dvaju spremnika. Naprimjer, 1000. kilograma vode (1 kubični metar) na vrhu sto metara visokog tornja ima potencijalnu energiju od oko 0,272 KWh. Jedini način da stvorimo značajniju količinu električne energije je taj da imamo veliku količinu vode na što višem mjestu iznad donjeg spremnika. Na nekim područjima ovo se pojavljuje prirodno, a na nekim je čovjek svojim djelovanjem to omogućio.
Sustav može biti vrlo ekonomičan jer poravnava razlike u opterećenju mreže, dozvoljavajući termoelektranama (npr. termoelektrana na ugljen), nuklearnim elektranama i obnovljivim izvorima energije da opskrbljuju sutav energijom. Ovo omogućuje da sustav radi s vršnom iskoritivošću, a da se pritom izbjegne rad na makimalnom opterećenju gore navedenih elektrana. To za sobom povlači velike uštede na sve skupljim gorivima. No, investicijski troškovi za izgradnju spremnika s vodom su poprilično visoki.
Zajedno s gospodarenjem i upravljanjem energijom, sustavi s napumpanim spremnikom (eng.: pumped-storage) pomažu kontrolirati frekvenciju električne mreže i omogućuju stvaranje zaliha. Termoelektrane puno teže podnose iznenadne promjene električne potražnje, a ujedno mogu uzrokovati nestabilnost frekvencije i napona mreže. Elektrane sa sustavom napumpanog spremnika (eng.: pumped-storage), kao i ostale hidroelektrane, jako se dobro nose s promjenama opterećenja.
Sustav s napumpanim spremnikom (eng.: pumped-storage) prvi je put izveden 1890. godine u Italiji i Švicarskoj. Reverzibilne turbine su se pojavile tek 1930. godine. Takve turbine mogu raditi i u režimu turbina/generator i kao pumpa pogonjena elektromotorom. Posljednja tehnologija na ovom polju su strojevi s varijabilnom (promjenjivom) brzinom vrtnje zbog veće učinkovitosti. Takvi strojevi proizvode električnu energiju u sinkronizaciji s frekvencijom mreže, ali djeluju asinkrono kao pumpa.
Danas se hidroelektrane sa sustavom napumpanog spremnika (eng.: pumped-storage) koriste kako bi se izjednačio kolebljiv output intermitentnih izvora energije. Sustav napumpanog spremnika apsorbira opterećenje u razdobljima visoke proizvodnje i niske potražnje. U nekim slučajevima, cijene električne energije mogu biti blizu nule ili povremeno čak i negativne (Ontario, početkom rujna 2006.). To pokazuje da postoji više električne energije nego što opterećenje može apsorbirati. Iako, to se događa samo zbog vjetra. Što više struje dobijemo iz vjetra, mogućnost za takvo što raste. Poprilično je moguće da će sustavi s napumpanim spremnikom (eng.: pumped-storage) postati posebno važni kao balans za proizvodnju električne struje iz PV.
U 2000. godini SAD su imale 19,5 GW instaliranih u obliku reverzibilnih hidroelektrana (ukupno 2,7% od ukupne instalirane snage). PHS (Pumped Hydroelectric Storage) je proizveo (neto) -5,5 GWh električne energije zbog toga što je više energije iskorišteno za pumpanje vode nego što je proizvedeno. Gubici se pojavljuju u obliku isparavanja vode, stupnja korisnosti turbine/generatora i trenja.
1999. godine EU je imala 32 GW instalirane snage u obliku reverzibilnih hidroelektrana od ukupno 188 GW instalirane snage svih hidroelektrana u širem smislu, što je 5,5% od ukupnog kapaciteta proizvodnje u EU.

## Perspektivne tehnologije
Ispitivala se upotreba podzemnih spremnika koji bi služili kao niže brane! Mogu se koristiti crpilišta soli
(eng.: salt mines), međutim nepoželjno otapanje soli može predstavljati problem. Ako se pokažu dostupnima, podzemni sustavi mogli bi uvelike povećati broj lokacija gdje bi se električna energija dobivala sustavom napumpanih spremnika. Solna otopina ima za oko 20% veću gustoću nego što to ima svježa voda. 
Novi planovi za sustave napumpanih spremnika je iskoristit što je više moguće vjetroturbine ili solarnu energiju za pogon pumpi. To bi moglo omogućiti da cijeli proces bude mnogo učinkovitiji i da se uglade promjenjivosti energije dobivene od vjetra ili sunca.

## Popis reverzibilnih hidroelektrana u svijetu
Argentina
- Rio Grande-Cerro Pelado Hydroelectric Complex (1986.), 750 MW

Australija
- Bendeela hydroelectric pumping station (1977.), 80 MW
- Kangaroo Valley hydroelectric pumping station (1977.), 160 MW
- Tumut Power Station, New South Wales (1973.), 1500 MW
- Wivenhoe Power Station, Queensland, 510 MW

Austrija
- Häusling (1988.), 360 MW
- Lünerseewerk  (1958.), 232 MW
- Kraftwerksgruppe Fragant, 100 MW
- Kühtai  (1981.), 250 MW
- Malta-Hauptstufe (1979.), 730 MW
- Rodundwerk I  (1952.), 198 MW
- Rodundwerk II (1976.), 276 MW
- Roßhag  (1972.), 231 MW
- Silz  (1981.), 500 MW

Belgija
- Coo (1979.), 110 MW
- Plate Taille (1981.), 136 MW

Bosna i Hercegovina
- CHE Čapljina (1979.), 420 MW

Bugarska
- PAVEC Batak (1958.), 48 MW
- PAVEC Belmeken (197?.), 375 MW
- PAVEC Chaira (1998.), 864 MW
- PAVEC Orfey (1975.), 160 MW
- PAVEC Peshtera (1959.), 128 MW
- PAVEC Vacha (1973.), 20 MW

Češka Republika
- Dalešice Dam|Dalešice (1978.), 480 MW
- Dlouhé Stráně Dam (1996.), 650 MW
- Štěchovice Reservoir (1947.), 45 MW

Filipini
- CBK, 700 MW

Francuska
- Grand Maison (1997.), 1,070 MW
- La Coche (1976.), 285 MW
- Le Cheylas (1979.), 485 MW
- Montézic (1983.), 920 MW
- Rance tidal power plant (1966.), 240 MW
- Revin (1976.), 800 MW
- Super Bissorte (1978.), 720 MW

Hrvatska
- CHE Fužine (1957.). 4,6 MW
- RHE Lepenica (1985.), 1,14/1,25 MW[1]
- RHE Velebit (1984.),  276/240MW[2]

Italija
- Chiotas (1981.), 1184 MW
- Lago Delio (1971.), 1040 MW
- Piastra Edolo (1982.), 1020 MW
- Presenzano (1992.), 1000 MW

Indija
- Bhira, Maharashtra, 150 MW
- Kadamparai, Coimbatore, Tamil Nadu, 400 MW (4 x 100 MW)
- Nagarjuna Sagar PH, Andhra Pradesh, 810 MW (1 x 110 MW + 7 x 100 MW)
- Purulia Pumped Storage Project, Ayodhya Hills, Purulia, Zapadni Bengal, 900 MW
- Srisailam Left Bank PH, Andhra Pradesh, 900 MW (6 x 150 MW)
- Tehri Dam, Uttranchal (u izgradnji), 1000 MW

Iran
- Sijah-Biše, Iran (2013.), 1140 MW

Irska
- Turlough Hill (1974.), 292 MW

Japan
- Imaichi (1991.), 1050 MW
- Kannagawa (2005.), 2700 MW
- Kazunogawa (2001.), 1600 MW
- Kisenyama, 466 MW
- Matanoagawa (1999.), 1200 MW
- Midono, 122 MW
- Niikappu, 200 MW
- Okawachi (1995.), 1280 MW
- Okutataragi (1998.), 1932 MW
- Okuyoshino, 1206 MW
- Shin-Takasegawa, 1280 MW
- Shiobara, 900 MW
- Takami, 200 MW
- Tamahara (1986.), 1200 MW
- Yagisawa, 240 MW
- Yanbaru  Arhivirana inačica izvorne stranice od 4. kolovoza 2007. (Wayback Machine), Okinawa (1999.), 30 MW

Južna Afrika
- Drakensberg Pumped Storage Scheme (1983.), 1000 MW
- Palmiet Pumped Storage Scheme, 400 MW
- Ingula (u izgradnji), 1332 MW

Kanada
- Sir Adam Beck Hydroelectric Power Stations, Niagarini slapovi (1957.), 174 MW - reverzibilne Deriaz turbine

Kina
- Guangzhou (2000.), 2400 MW
- Tianhuangping (2001.), 1800 MW

Litva
- Kruonis Pumped Storage Plant (1993.),  900 MW postavljeno, 1600 MW projektirano

Luksemburg
- Vianden (1964.), 1100 MW

Norveška
Naputak: Norveška ima mnogo velikih hidroelektrana. Na nekim lokacijama izlistanim dolje, nema proizvodnje električne energije: pumpe se koriste za premještanje vode u akumulacije konvencionalnih hidroelektrana. 

Aust-Agder
- Breive, Bykle
- Skarje, Bykle

Hordaland
- Aurland III (1979.), 270 MW
- Jukla, 40 MW
- Kastdalen
- Nygard, Modalen
- Skjeggedal

Møre og Romsdal
- Mardal
- Monge

Nordland
- Tverrvatn

Rogaland
- Duge
- Hjorteland
- Hunnevatn
- Saurdal, 640 MW
- Stølsdal, 17 MW

Njemačka
- Erzhausen (1964.), 220 MW
- Geesthacht (Hamburg) (1958.), 120 MW
- Goldisthal (2002.), 1060 MW
- Happurg (1958.), 160 MW
- Hohenwarte II (1966.), 320 MW
- Koepchenwerk (1989.), 153 MW
- Langenprozelten (1976.), 160 MW
- Markersbach (1981.), 1050 MW
- Niederwartha, Dresden (1958.), 120 MW
- Waldeck II (1973.), 440 MW

Poljska
- Dychów, 79,5 MW
- Niedzica, 92,6 MW
- Porąbka-Żar, 500 MW
- Solina, 200 MW
- Żarnowiec, 716 MW
- Żydowo, 150 MW

Portugal
- Aguieira, 270 MW
- Alqueva, 260 MW
- Alto Rabagão, 72 MW
- Torrão, 144 MW
- Vilarinho II, 74 MW

Rusija
- Kuban (1968.), 15,9/19,2 MW
- Zagorsk (1994.), 1200/1320 MW
- Zelenčuk (u izgradnji), 140/150,6 MW

Slovačka   Arhivirana inačica izvorne stranice od 3. listopada 2009. (Wayback Machine)
- Čierny Váh,  735,16 MW
- Liptovská Mara, 198 MW
- Ružín, 60 MW
- Dobšiná, 24 MW

Slovenija
- Avče, 600 MW

Srbija
- Bajina Bašta (1982.), 614 MW

Španjolska
- Aguayo (Cantabria), 339 MW
- Aldeadavila (Salamanca), 422 MW (2 X 211 MW)   Arhivirana inačica izvorne stranice od 26. travnja 2013. (Wayback Machine)
- Moralets-Llauset (Lleida/Huesca), 210 MW   Arhivirana inačica izvorne stranice od 4. siječnja 2013. (Wayback Machine)
- La Muela (Valencia), 628 MW
- Sallente-Estany Gento (Lleida), 451 MW   Arhivirana inačica izvorne stranice od 5. siječnja 2013. (Wayback Machine)
- Tajo de la Encantada (Málaga), 360 MW
- Tavascan-Montmara (Lleida), 52 MW
- Villarino (Salamanca), 810 MW (6 X 135 MW)   Arhivirana inačica izvorne stranice od 26. travnja 2013. (Wayback Machine)

Švedska
- Juktan, 334 MW[6]

Švicarska
- Cleuson-Dixence VS, Lac des Dix, 2099 MW (turbine)
- Guttannen BE / Grimsel 2 (Kraftwerke Oberhasli), Grimselsee, 1070 MW (turbine)
- Peccia, Cavergno, Verbano, Bavona, Altstafel, Robiei TI (Maggia Kraftwerke AG), 620 MW (turbine)
- Hongrin VD, Lac de l'Hongrin, 240 MW postavljeno, 420 MW planirano
- Mapragg SG, Stausee Mapragg (Kraftwerke Sarganserland), 370 MW (turbine)
- Linthal GL, Linth-Limmern, 340 MW turbina postavljena; 1000 MW planirano pumpa i turbina do 2015
- Altendorf SZ / Einsiedeln, Sihlsee, 340 kubnih metara po sekundi
- Lobbia GR (EW der Stadt Zürich), 37 MW (pumpa)
- Ova Spin GR (Engadiner Kraftwerke AG), 47 MW (pumpa)
- Ferrera GR, Valle di Lei, 82 MW (pumpa)

Tajvan
- Minghu (1985.) 1000 MW
- Mingtan (1994.) 1620 MW

Ukrajina
- Dniestr HPSP, 972 MW postavljeno, 2268 MW planirano fotografija  Arhivirana inačica izvorne stranice od 19. prosinca 2008. (Wayback Machine)
- Kaniv HPSP (u fazi projekta), 1800 MW   Arhivirana inačica izvorne stranice od 6. prosinca 2008. (Wayback Machine)
- Kyiv HPSP, 235,5 MW   Arhivirana inačica izvorne stranice od 19. prosinca 2008. (Wayback Machine)
- Tashlyk HPSP, 905 MW/-1325 MW   Arhivirana inačica izvorne stranice od 19. prosinca 2008. (Wayback Machine)

Ujedinjeno Kraljevstvo
- Ben Cruachan, Škotska (1965.), 440 MW (2 × 120 MW + 2 × 100 MW units)
- Dinorwig Power Station, Wales (1984.), 1728 MW  (6 × 288 MW units)
- Falls of Foyers, Škotska (1975.), 305 MW
- Ffestiniog power station, Wales (1963.), 360 MW (4 × 90 MW units)

Sjedinjene Američke Države
California
- Castaic Dam (1978.), 1566 MW
- Edward C. Hyatt (1968.), 780 MW
- Helms (1984.), 1200 MW
- Iowa Hill, (Planirano za 2010.), 400 MW   Arhivirana inačica izvorne stranice od 25. listopada 2008. (Wayback Machine)
- John S. Eastwood (1988.), 200 MW
- Pyramid Lake (California) (1973.), 1495 MW
- San Luis Dam (William R. Gianelli) (1968.), 424 MW

Colorado
- Cabin Creek (1967.), 324 MW
- Mount Elbert 200 MW, 1212 MW

Connecticut
- Rocky River (1929.), 31 MW

Georgia
- Rocky Mountain Pumped Storage Station, 848 MW
- Wallace Dam, Lake Oconee/Lake Sinclair, 4 x 52 MW reversible units - operated by Georgia Power

Hawaii
- Koko Crater, Oahu, Hawaii (Prijedlog)

Massachusetts
- Bear Swamp Generating Station (1972.), 600 MW
- Northfield Mountain (1972.), 1080 MW

Michigan
- Ludington Pumped Storage Power Plant (1973.), 1872 MW

Missouri
- Mark Twain Lake|Clarence Cannon dam (1983.), 58 MW (Sposobnost pumpanja natrag testirana 2 puta u 1984. i pumpe od tada nisu korištene.  Arhivirana inačica izvorne stranice od 6. rujna 2008. (Wayback Machine))
- Taum Sauk pumped storage plant|Taum Sauk, 450 MW (čisti pump-back; ne radi od prosinca, 2005)

New Jersey
- Mt. Hope, 2000 MW
- Yards Creek Generating Station (1965.), 400 MW 

New York
- Blenheim-Gilboa Pumped Storage Power Project (1973.), 1200 MW
- Robert Moses Hydro-Electric Dam (Niagara) (1961.), 240 MW

Oklahoma
- Salina Pumped Storage (Grand River Dam Authority) (1971.), 260MW

Pennsylvania
- Muddy Run Pumped Storage Facility, 1071 MW
- Seneca Pumped Storage Generating Station, 435 MW

South Carolina
- Bad Creek (1991.), 1065 MW - voda se pumpa iz jezera Jocassee
- Lake Jocassee (1973.), 610 MW

Tennessee
- Raccoon Mountain Pumped-Storage Plant (1978.), 1530 MW

Virginia
- Reverzibilna hidroelektrana Bath County, 2772 MW (Najveća na svijetu)
- Smith Mountain Lake and Leesville Lake

Washington
- Grand Coulee Dam (1981.), 314 MW

## Poveznice
- Francisova turbina
- Električna mreža
- Hidroelektrana
- Hidroenergija
- Kaplanova turbina
- Turbina
- Vodene turbine

## Vanjske poveznice
- Reverzibilne hidroelektrane na Curlie
- Rocky River Pumped-storage Hydroelectric Plant (1929)
- Hiwassee Dam Unit 2 Reversible Pump-Turbine (1956)
- Energy storage using water  Arhivirana inačica izvorne stranice od 29. rujna 2008. (Wayback Machine)

Sestrinski projekti
|  | Zajednički poslužitelj ima još gradiva o temi Reverzibilne hidroelektrane |